# Rogneda capulata
Rogneda capulata är en plattmaskart som beskrevs av Tor Karling 1953. Rogneda capulata ingår i släktet Rogneda och familjen Polycystididae. Inga underarter finns listade i Catalogue of Life.